# Myakka River State Park

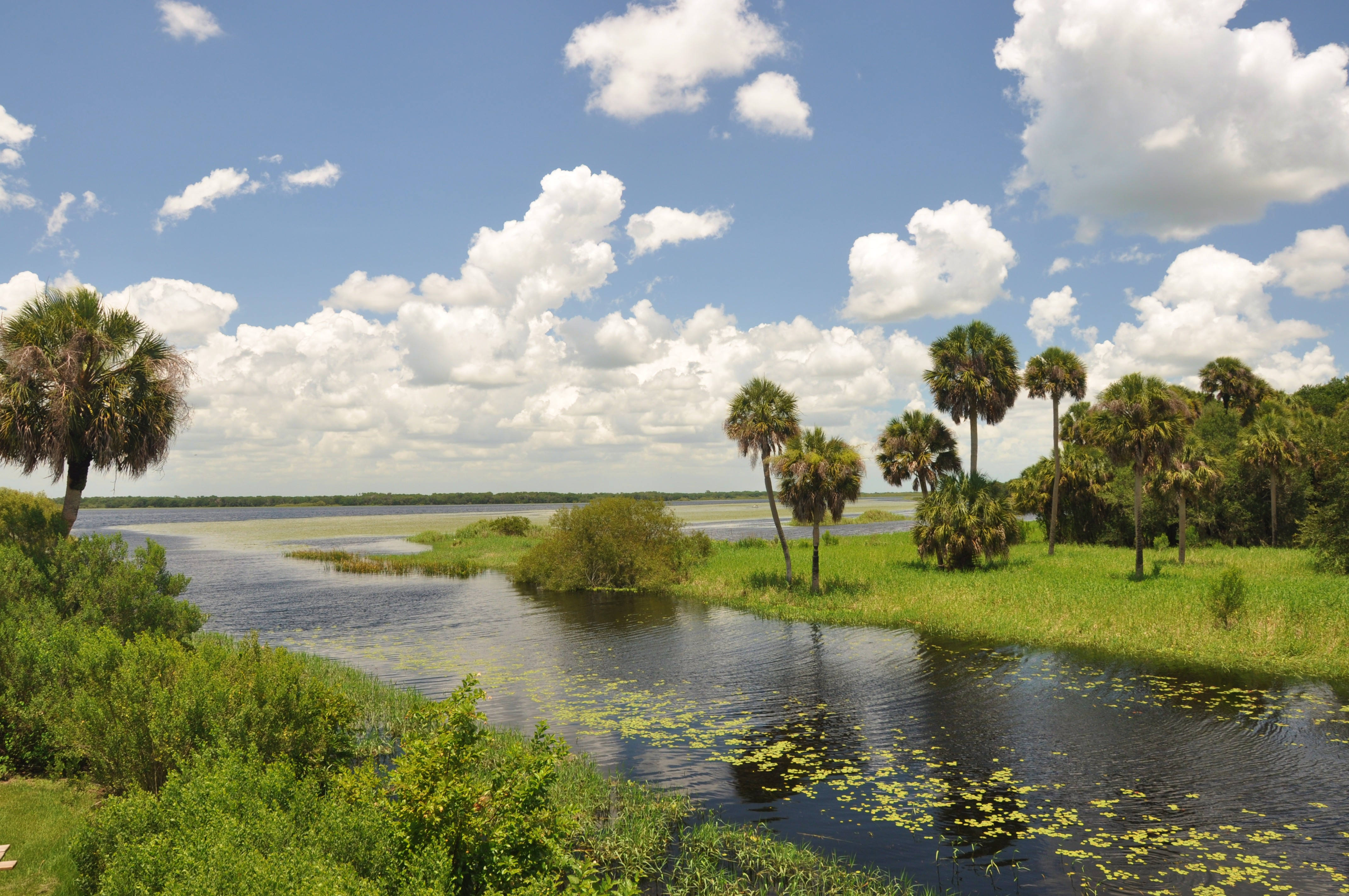
Myakka River

Der Myakka River State Park ist ein State Park im Sarasota County im US-Bundesstaat Florida. Der 147 km² große Park liegt 32 km südöstlich von Sarasota und 14 km östlich der Interstate 75 und ist einer der größten und ältesten State Parks in Florida.

## Geographie
Der Park liegt im flachen westlichen Zentralflorida. Durch westlichen Parkteil fließt ein 22 km langer Abschnitt des flachen, gewundenen Myakka River, der als Florida Wild and Scenic River unter Schutz steht. Der Fluss bildet im Parkgebiet zwei Seen, den Upper und Lower Myakka Lake. Während der Upper Myakka Lake touristisch erschlossen ist, liegt der Lower Myakka Lake in einer 3035 ha großen Wilderness Preserve südlich der Florida State Road 72, die nur mit Sondergenehmigungen betreten werden darf. Die State Road 72 durchquert den Park von Ost nach West.

## Flora und Fauna

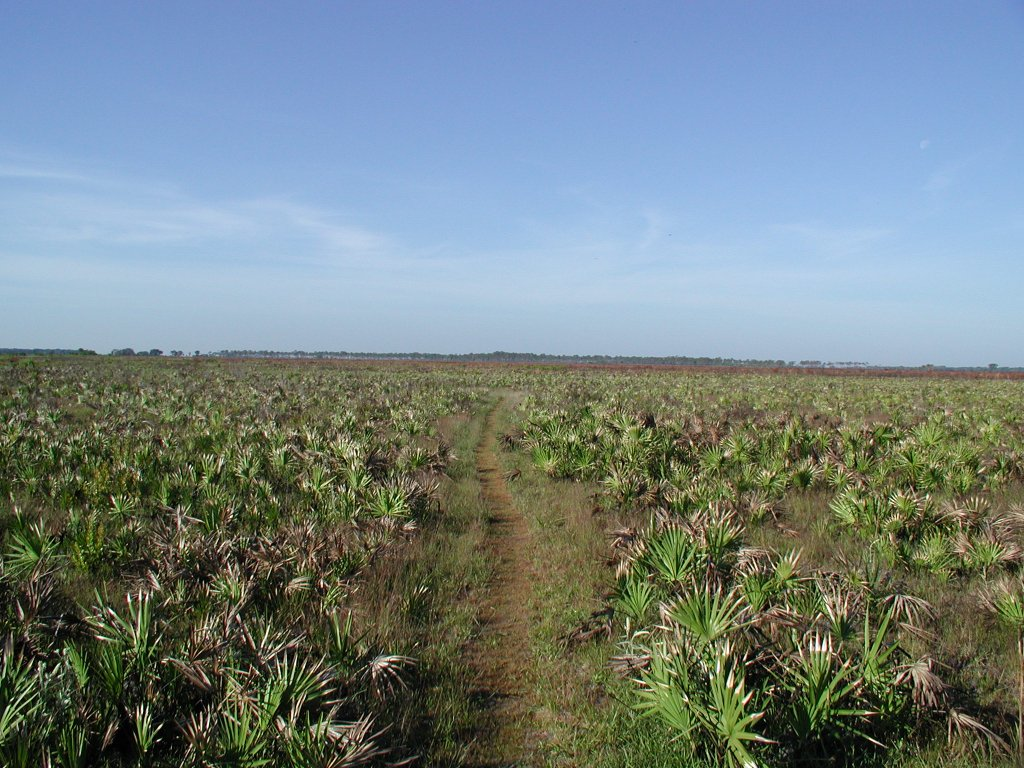
Trockenprärie mit Sägepalmen im Myakka River State Park

Der Park enthält verschiedene Ökosysteme:
- Entlang des Myakka Rivers finden sich Sümpfe und Feuchtgebiete. Der Fluss wird von Sabalpalmen und moosbehangenen Virginia-Eichen gesäumt. Im nördlichen und östlichen Parkteil gibt es auch höher gelegene Sandrücken, die mit verbuschten Bäumen und schließlich mit einem Wald aus Virginia-Eichen, Sumpf- und Elliot-Kiefern gesäumt sind.
- Dank intensiver Bemühungen sind im Park weite Gebiete mit Trockenprärie erhalten oder wiederhergestellt worden. Trockenprärien sind große Gras- und Buschlandflächen auf sehr flachem Gelände, durchsetzt mit vereinzelten Zypressen. Die Vegetation besteht aus zahlreichen Grasarten, Säge- und Stechpalmen sowie vereinzelten Bauminseln mit Zypressen, Sumpf- und Elliot-Kiefern.

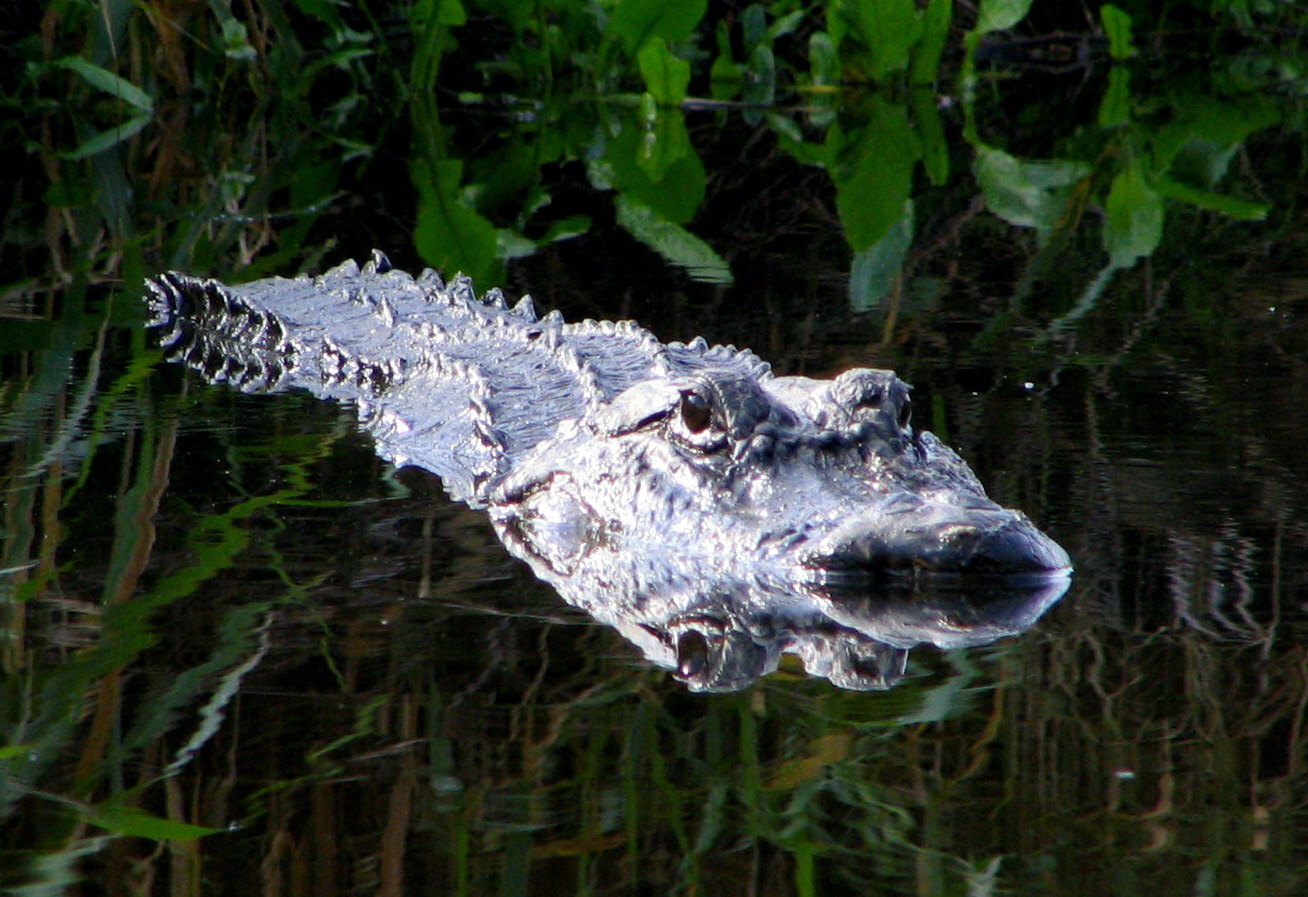
Alligator im Myakka River State Park

Die Prärien und der Fluss mit seinen zwei Seen bieten Lebensraum für zahlreiche Tiere wie Alligatoren, Rotluchse, zahlreiche Schildkrötenarten und über 200 verschiedene Vogelarten wie Waldstörche, Weißkopfseeadler oder Rosalöffler. Im Winter und Frühjahr, wenn die Wasserstände des Myakka River und der Seen am niedrigsten sind, kommen Schwärme von Enten, Waldsängern und Watvögeln zur Futtersuche.

## Geschichte

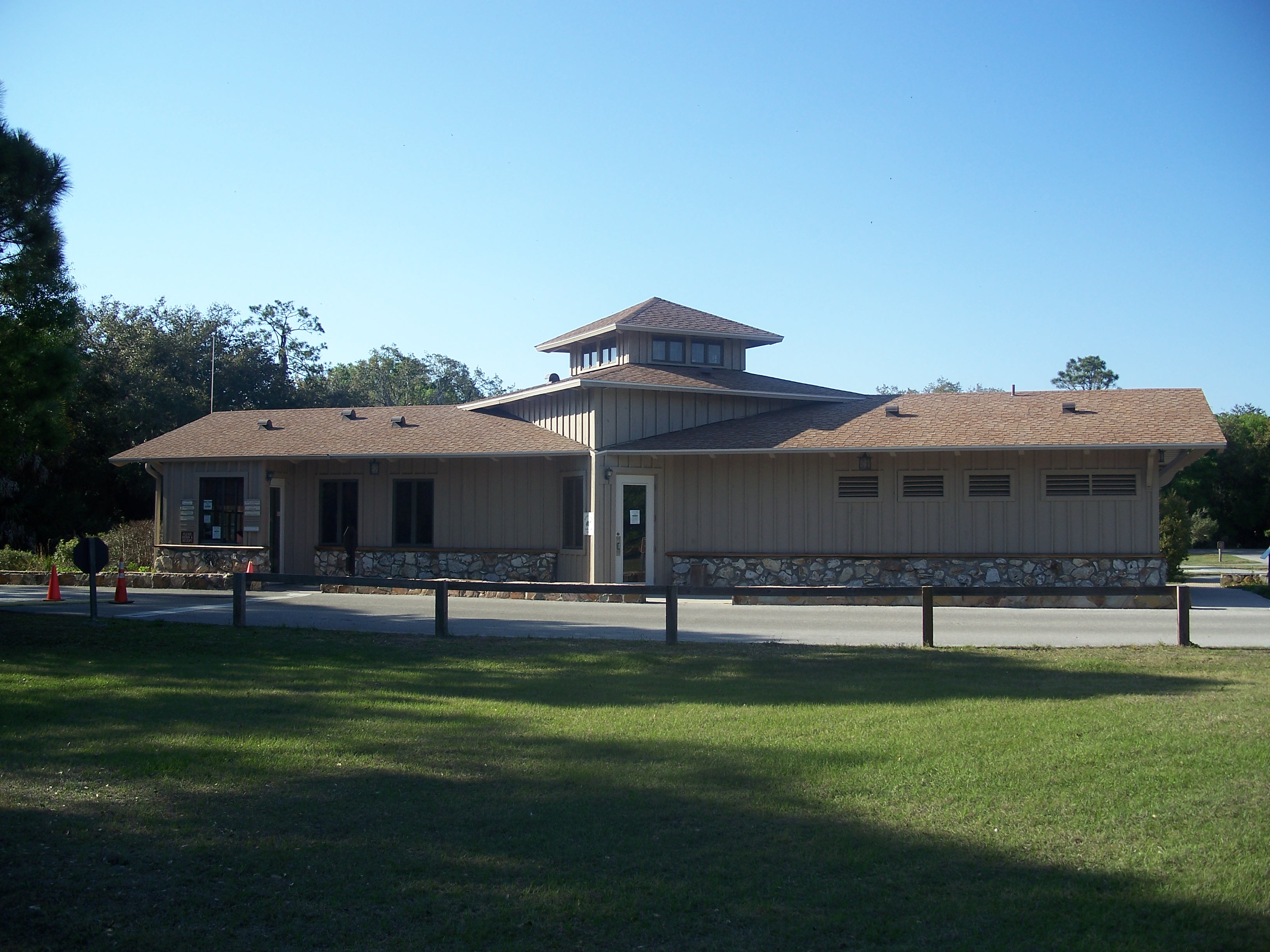
Die vom Civilian Conservation Corps errichtete Ranger Station

Zu Beginn des 20. Jahrhunderts gehörte das Parkgebiet zu einer von Bertha Honoré Palmer errichteten Rinderranch. Ihr Bruder überließ einen Teil des Landes dem Staat
. Das Civilian Conservation Corps errichtete ab 1934 die heutige Ranger Station, hölzerne Übernachtungshütten und Wege. Als einer der ersten State Parks in Florida wurde der Park 1942 gegründet.

## Aktivitäten
Am westlichen Parkeingang befinden sich die Rangerstation und das Besucherzentrum. Das Besucherzentrum bietet Videoeinführungen und Ausstellungen über Wildtiere und deren Lebensräume an. Unweit davon beginnt der Boylston Nature Trail, ein halbstündiger Rundweg, der zum Myakka’s Canopy Walkway, einer etwa 30 m langen Holzbrücke führt. Die Brücke wurde im Jahr 2000 angelegt und erlaubt aus 7 m Höhe die Beobachtung des Lebens in den Baumwipfeln. Sie endet an einem 21 m hohen Aussichtsturm, von dem sich ein Panoramablick über den Park bietet.
Neben der State Road 72 führt eine 11 km lange befestigte Straße entlang des Ufers des Upper Myakka Lake. 30 km unbefestigte Straßen sowie über 62 km Wanderwege führen durch das Innere des Parks.
Im Park liegen zwei Campingplätze. Der größere Zeltplatz im Park ist der Big Flats Campground am Upper Myakka Lake mit 52 Stellplätzen, weiter gibt es den Old Prairie Campground nahe dem Besucherzentrum, wo sich auch vier historische, aus Palmholz errichtete Übernachtungshütten befinden, sowie sechs einfache Zeltplätze ohne weitere Ausstattungen, sowie zahlreiche Picknickplätze sowie vier aus den 1930er Jahren stammende Picknickpavillons.

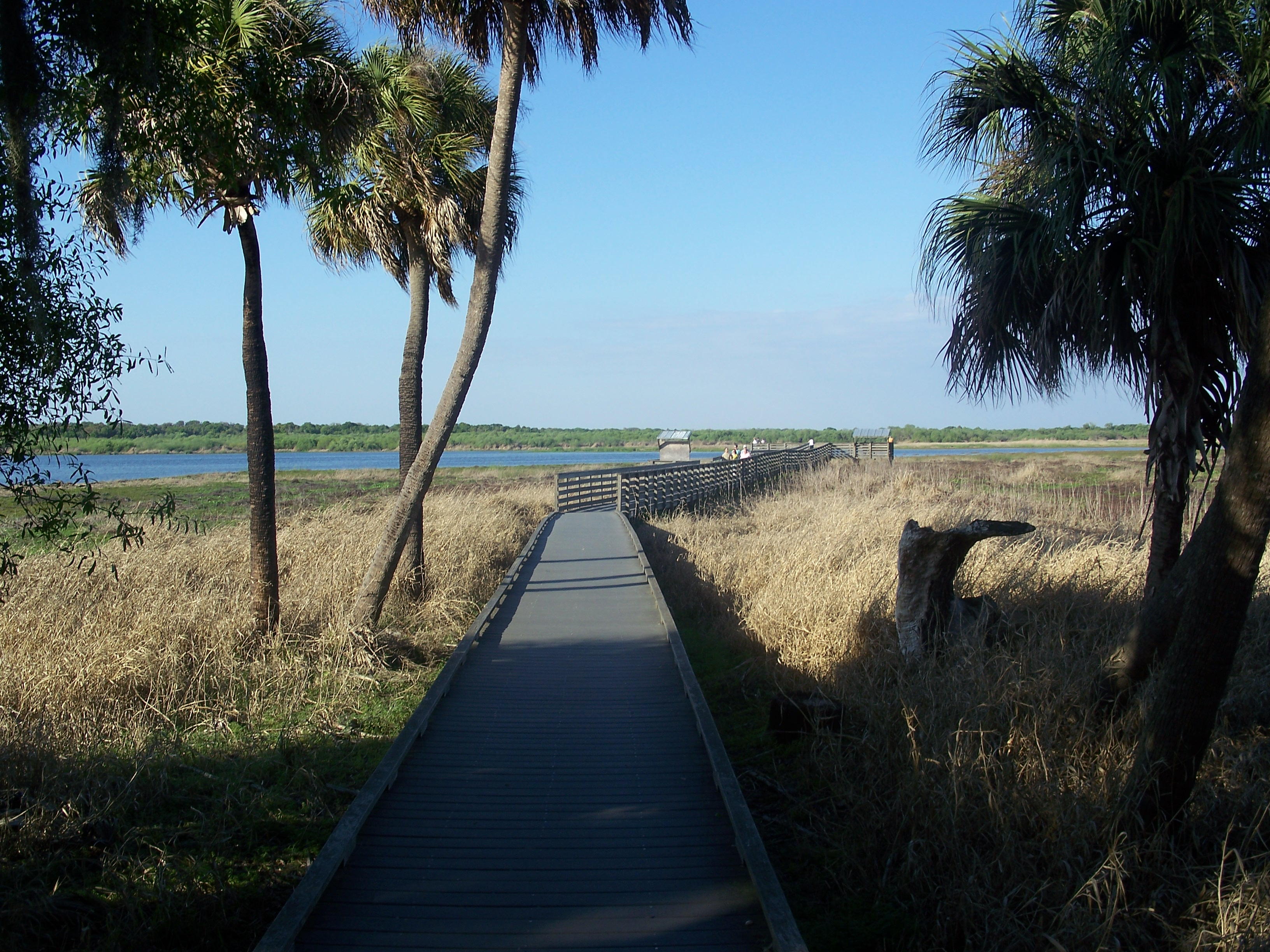
Birdwalk am Upper Myakka Lake

Am Upper Myakka Lake befindet sich der Birdwalk, ein 300 m langer Bohlenweg zur Vogelbeobachtung. Von November bis April erklären hier freiwillige Helfer Besuchern die verschiedenen Vogelarten. Ebenfalls auf dem Upper Myakka Lake verkehren die zwei weltweiten größten Sumpfboote, die Myakka Maiden und die Gator Gal. Ins Innere des Parks wird eine Tram Safari mit von Pick-ups gezogenen Anhängern angeboten.
Das am Upper Myakka Lake gelegene privat betriebene Myakka Outpost bietet neben einem Souvenir- und Campingladen auch Boot- und Fahrradverleih.
Der Upper Myakka Lake sowie der Fluss können mit Kanus oder Kajaks befahren werden, eine Bootsrampe befindet sich am See. Wegen der zahlreichen Fischarten sind Fluss und See hervorragende Angelgebiete.